# Тасийская культура
Тасийская культура — древнейшая из археологических культур додинастического периода на территории Верхнего Египта, существовавшая около 4500 года до н. э..
Название культуры происходит от местности Деир-Таса на восточном берегу Нила между городами Асьют и Ахмим, где были найдены погребения данной культуры.
Тасийская культура создала характерную «керамику с чёрным верхом». Это была красно-коричневая керамика, верх и внутренность которой были выкрашены в чёрный цвет. Эта керамика играет важную роль в датировке додинастического Египта. Поскольку все даты, связанные с додинастическим периодом, являются предположительными, Флиндерс Питри разработал систему, которую он назвал «датировка последовательности», с помощью которой можно установить если не абсолютную, то по крайней мере относительную дату для любого из памятников додинастического периода на основании формы ручек керамики.
По мере развития додинастического периода ручки керамической посуды развивались от функциональных до орнаментальных, и наличие в том или ином археологическом памятнике керамики с функциональными или орнаментальными ручками может играть важную роль в датировке данного памятника. Ввиду отсутствия заметных различий между керамикой тасийской и бадарийской культур, тасийская культура примерно совпадает с бадарийской в промежутке между периодами 21 и 29 шкалы Питри относительной датировки додинастического Египта.